# Бездед (Салаж)
Бездед (рум. Bezded) насеље је у Румунији у округу Салаж у општини Гарбоу. Oпштина се налази на надморској висини од 401 m.

## Становништво
Према подацима из 2002. године у насељу је живело 233 становника, од којих су сви румунске националности.